# Everything Happens to Me
Everything Happens to Me ist ein als Slowfox konzipiertes Swingtitel aus dem Great American Songbook, den Matt Dennis (Musik) und Tom Adair (Text) geschrieben und 1941 veröffentlicht haben. Die zuerst vom Orchester von Tommy Dorsey mit Frank Sinatra aufgenommene Ballade hat sich zum Jazzstandard entwickelt.

## Entstehungsgeschichte
Tommy Dorsey betraute 1941 Matt Dennis, den er 1940 über Jo Stafford nach einem Konzert im Hollywood Palladium kennengelernt hatte, und Tom Adair damit, einige Lieder zu schreiben. Ihre „Songs wie Let's Get Away from It All oder Violets for Your Furs waren die gesangliche Entsprechung von Swing-Instrumentalhits wie In the Mood oder Don't Be that Way. Sinatra hatte das Glück, zur rechten Zeit in der Dorsey-Band zu singen und vom Bandleader mit den meisten der Dennis/Adair-Songs betraut zu werden.“
Der fast durchgängig in einer Dur-Charakteristik gehaltene Song ist in der 32-taktigen Liedform AABA verfasst und hat eine „atemlose Melodie“. Der Text behandelt eine Liebesgeschichte, die aber in „moderne Bilder“ mit „viel Urbanität“ verpackt ist,  wobei der erzählenden Person sehr viel schiefgeht: Der Regen verunmöglicht ein Golfspiel, die Nachbarn beschweren sich über den Partylärm, der Zug wird verpasst. In der im Februar 1941 eingespielten Originalversion, einem Arrangement von Alex Stordahl im mittleren Tempo, gibt es nicht, wie bei Dorsey üblich, ein Posaunensolo des Bandleaders, sondern Sinatras Gesang steht im Zentrum. Zunächst singt er den viertaktigen Verse, dann eineinhalb Chorusse.

## Weitere Versionen
Bereits 1941 nahm Woody Herman eine Instrumentalversion des Songs auf. Bill Harris spielte den Song 1946 ein; 1949 folgte Charlie Parker auf seinem legendären Album With Strings. Nun folgten weitere Aufnahmen von Stan Getz und Art Pepper. 1958 sang Chet Baker den Song. Eine meisterliche Instrumentalversion spielte Thelonious Monk 1964 solo ein: „Die Achtelnotenketten der Komposition eignen sich für seinen Klavierstil in idealer Weise. Monk bricht die Notenwiederholungen auf in eine Variationsbreite, die das Schweben des Stücks zwischen Tragik und Leichtigkeit auf einen rein musikalischen Punkt bringt.“